# Gregori (prefecte de la Gàl·lia)
Gregori (en llatí Gregorius) va ser un polític i militar romà del segle iv.
Era prefecte del pretori de la Gàl·lia (Praefectus Praetorio Galliarum) sota Flavi Gracià l'any 383. La seva prefectura s'estenia a les províncies o vicaries de Gàl·lia, Hispània i Britànnia que seguien de fet sota el comandament efectiu de Gracià. Quan el bisbe Itaci es va veure obligat a fugir d'Hispània per la persecució dels priscil·lianistes, va demanar ajut a Gregori que, després d'informar-se dels fets, va fer detenir als priscil·lianistes pertorbadors i va enviar un informe. Però l'emperador i els seus ministres no en van fer cas, pressionats pels priscil·lianistes, que segurament els havien corromput amb diners. És possible que aquest Gregori fos el mateix prefecte que Gregori que ho era de l'annona l'any 377. El pseudo Flavi Dexter l'identifica amb poc fonament amb Gregori de la Bètica.